# Phomopsis ericaceana
Phomopsis ericaceana är en svampart som beskrevs av Fairm. 1918. Phomopsis ericaceana ingår i släktet Phomopsis och familjen Diaporthaceae.   Inga underarter finns listade i Catalogue of Life.